# Мироново (Артемовський міський округ)
Миро́ново (рос. Мироново) — село у складі Артемовського міського округу Свердловської області.
Населення — 790 осіб (2010, 815 у 2002).
Національний склад населення станом на 2002 рік: росіяни — 96 %.